# Shammond Williams
Shammond Williams (Nueva York; 5 de abril de 1975) es un exjugador y entrenador de baloncesto estadounidense, nacionalizado georgiano, que desarrolló su carrera como profesional entre la NBA y las ligas europeas. Con 1,85 metros de altura, se desempeñaba en la posición de base o escolta. Desde 2024 ejerce como entrenador asistente de los Denver Pioneers de la División I de la NCAA.

## Trayectoria

### Universidad
Williams fue reclutado por los North Carolina Tar Heels -el equipo de baloncesto de la Universidad de Carolina del Norte- en 1994, proveniente de la Fork Union Military Academy. Durante sus años universitarios, integró un plantel del que también formaban parte futuras estrellas del baloncesto internacional como Vince Carter, Antawn Jamison, Ed Cota y Ademola Okulaja, motivo por el cual los Tar Heels estuvieron siempre ocupando los primeros puestos. 
Debido al auge de la Internet, un estudiante de la UCN creó un sitio web dedicado a Williams, convirtiéndose así el baloncestista en el primer atleta universitario en tener su propio espacio virtual.  

### Profesional
En el Draft de la NBA de 1998, los Chicago Bulls lo seleccionaron en la segunda ronda. Sin embargo fue transferido a los Atlanta Hawks para jugar su temporada como rookie. Sin embargo sólo jugó dos partidos esa temporada, la cual estuvo marcada por la huelga que suspendió las actividades durante varios meses (el base actuó en el Ülkerspor de Turquía durante el periodo sin competición).
Williams permanecería en la NBA hasta 2004, habiendo jugado para los Seattle Supersonics, los Boston Celtics, los Denver Nuggets, los Orlando Magic y los New Orleans Hornets. 
Sin poder consolidarse en la liga más importante del baloncesto profesional estadounidense, Williams desembarcó en Europa en el verano de 2004, contratado por el Unics Kazán de Rusia. Esa temporada acordó jugar para la selección de baloncesto de Georgia. En julio de 2005 fichó por el FC Barcelona, disputando la Liga ACB y la Euroliga. Tras un año en España, retornó a su país para unirse a Los Angeles Lakers. Allí sólo jugó 30 partidos, por lo que al final de la temporada regresó a tierra ibéricas donde jugaría hasta 2010 con las camisetas de Valencia Basket Club, Unicaja Málaga y CB Murcia.
El último año como profesional lo vivió entre Italia y Chipre.

## Vida privada
Shammond Williams es primo de Kevin Garnett, baloncestista destacado de la NBA.